# 初めての旅
『初めての旅』（はじめてのたび）は、1971年に公開された日本映画。製作は東京映画。配給は東宝。カラー、シネマスコープ。

## スタッフ
- 原作：曽野綾子
- 脚本：井手俊郎
- 音楽：小野崎孝輔
- 撮影：中井朝一
- 美術：阿久根巌
- 録音：長岡憲治
- 照明：森弘充
- 編集：広瀬千鶴
- 音楽プロデューサー：多賀英典
- プロデューサー：田中収[要出典]
- 監督：森谷司郎

## キャスト
- 西村純一：岡田裕介
- 尾根勝：高橋長英
- 少女：森和代
- 純一の伯父：二谷英明
- 純一の父：神山繁
- 純一の母：南風洋子
- 勝の父：下川辰平
- 勝の母：春川ますみ
- 会計係：中村是好
- 食堂の主人：宮口精二
- 銭湯の男：名古屋章
- 歌手：東山明美
- 呉服屋：佐田豊
- 女の客：塩沢とき
- 若い男：前田吟

## 同時上映
『若大将対青大将』（「若大将シリーズ」の一篇）
- 監督：岩内克己。主演：大矢茂。